# Juan María Bandrés Molet
Juan María Bandrés Molet (ur. 12 lutego 1932 w San Sebastián, zm. 28 października 2011 tamże) – hiszpański i baskijski polityk oraz prawnik, parlamentarzysta krajowy, poseł do Parlamentu Europejskiego II i III kadencji.

## Życiorys
Z wykształcenia prawnik, studiował na uniwersytetach w Oviedo oraz Santiago de Compostela. Pracował jako obrońca z urzędu i wykładowca prawa pracy. Po zwolnieniu z przyczyn politycznych podjął prywatną praktykę adwokacką. Bronił w procesach karnych licznych polityków baskijskich i działaczy ETA.
W okresie przemian politycznych zaangażował się w działalność polityczną w ramach lewicowych ugrupowań nacjonalistycznych, był m.in. przewodniczącym baskijskiej koalicji Euskadiko Ezkerra. W 1977 wybrany w skład Senatu z prowincji Guipúzcoa. W 1978 został członkiem Consejo General Vasco, tymczasowej władzy Kraju Basków, gdzie odpowiadał za transport i komunikację. W latach 1979–1989 wchodził w skład Kongresu Deputowanych I, II i III kadencji.
Po akcesji Hiszpanii do Wspólnot Europejskich od stycznia 1986 do lipca 1987 zasiadał w Europarlamencie II kadencji w ramach delegacji krajowej. Ponownie był eurodeputowanym w okresie III kadencji (1989–1994), kiedy to mandat uzyskał z listy Izquierda de los Pueblos, skupiającej partie regionalne. W PE pracował głównie w Komisji ds. Kwestii Prawnych i Praw Obywatelskich.